# 帕里亚湾
帕里亚湾（英語：Gulf of Paria），是加勒比海南部一海湾，位于特立尼达岛和委内瑞拉东北部海岸之间，北通过龙口海峡与加勒比海相接，南通过蛇口海峡通往大西洋，奥里诺科河即注入该湾。帕里亚湾是重要的石油和沥青产地。